# 中村雅俊
中村 雅俊（なかむら まさとし、1951年〈昭和26年〉2月1日 - ）は、日本の俳優、シンガーソングライター、タレント、司会者、ナレーター。ノースプロダクション所属。2020年までは自身が代表取締役社長を務めていたエム・ジェイ・エンタープライズに所属していた。マリンパル女川の名誉館長も務めていた。妻・五十嵐淳子との間に1男3女がおり、長男は元俳優の中村俊太、三女はタレント・モデルの中村里砂。
宮城県牡鹿郡女川町出身。女川町立女川第一中学校、宮城県石巻高等学校、慶應義塾大学経済学部卒業。身長182cm。

## 略歴
母親（1922年 - 2016年）は漁師町で酒場を経営。二人の姉がおり、ホステスが住み込みで働いていたことから、幼い頃から女性に囲まれた生活をしていた。中村は「母親が忙しかったから、毎日テーブルに食事代として200円が置かれていたんです。食事代を100円に抑えて、残りの100円を貯金してクリフ・リチャードといった洋楽やザ・スパイダース、ザ・タイガースなど当時、流行していたGS（グループサウンズ）のレコードを買っていましたね」と当時を振り返っている。女川第一中学校卒業後、宮城県石巻高等学校に進学。高校ではバスケットボール部に所属。外交官を夢見て東京外国語大学への進学を希望するも、東北大学を希望する母親と対立。東京外語大は不合格となり、一浪して慶應義塾大学に進学。後に中村は、地方紙に載ったことで対立していた母に受け入れられたと話している。大学時代はESSに所属しており、四大学英語劇大会に参加していた。1973年文学座附属演劇研究所に入所し、大学卒業と同時に文学座に入団。文学座の先輩である松田優作の紹介で岡田晋吉の目に留まり、翌年、日本テレビ系列で放送された『太陽にほえろ!』84話にゲスト出演しデビュー。同局の青春ドラマ『われら青春!』の主役に抜擢され人気を獲得し、自らが歌う挿入歌『ふれあい』が100万枚を超えるセールスを記録した。実は松田が中村を紹介したのは、村野武範が松田を岡田に紹介した時同様に、麻雀に負けた時の約束だった。
一躍その名を全国に轟かせ、以降は俳優としてテレビドラマ（主に青春ドラマ）や映画、ミュージカル、CMへの出演も行う一方で、歌手としての活動も継続して行っており、デビューから毎年コンサートツアーを敢行している。1974年に自身のヒット曲をモチーフに制作された映画『ふれあい』で映画デビュー。自身の26歳の誕生日でもある1977年2月1日、ドラマ『俺たちの勲章』、映画『凍河』で共演した五十嵐淳子と結婚し、同年7月に長男の俊太が誕生。結婚に関しては「デビューして間もなかったから、マネージャーや母親など周囲には猛反対されましたね。週刊誌の担当記者にも“仕事がなくなるぞ”と忠告されたし、当時1万人いたファンクラブ会員も一気に1800人まで減りました（笑）。当時は、結婚するだけで批判を受ける時代。“裏切り者雅俊”と報じたスポーツ紙は今でも持っています」と後に語っている。俳優活動はその後も順調で、映画では明朗な持ち味を買われて特に松竹での主演を多くつとめる。喜劇の名手と言われた前田陽一監督とは3回コンビを組んだ。
1985年に文学座を退団し、その後は俳優・歌手活動のみならずテレビ番組やラジオ番組の司会進行役を務めるなどマルチな才能を発揮している。
保険会社等が毎年発表する「理想の夫像・夫婦像」と題するアンケートでは常に上位にランクインし、幅広い層から支持を集めていることも証明される。年齢を重ねるに連れ理想の父親、祖父ランキングの上位にランクインすることも増えている。
パーソナリティを務めたTBSラジオ『中村雅俊マイ・ホームページ』は、2009年4月3日の最終回までに12年半に亘り放送された。
1970年代、1980年代、1990年代、2000年代、2010年代と5年代の長きにわたり、映画と連続テレビドラマの両方で主役を演じた作品が製作もしくは配給されている。なお2020年代も、映画とテレビドラマで主人公を取り巻く重要な役回りの登場人物を演じるなど、年齢を重ねながらも活躍の幅を広げている。
2009年4月4日、東京都杉並区の路上で乾燥大麻を所持していたとして長男の中村俊太が警視庁高井戸警察署に大麻取締法違反の現行犯で逮捕された。翌4月5日、父親である中村が記者会見を開き、自身が社長を務める所属事務所から俊太を解雇、芸能界から引退させると発表した。その後、長男の中村俊太は反省している点を考慮され、起訴猶予処分となり釈放された。
東日本大震災で歌への思いも変化しており、「女川って町は小さな港町だから、もっと広い世界を見たいと思って、高校卒業後に町を出たんです。だけど震災後は、俺は女川の人間だから支えていかなきゃダメだって地元意識が強くなりました。微力ですけど、俺にできることがあるなら……と、できる限り被災地に足を運んでいるのですが、行くたびに音楽が持つ力を再確認させられます。大学時代に作って、2枚目のアルバムにも収録されている『私の町』という女川を歌った曲を歌うと、みなさん泣いて喜んでくれるんですよね。俺が役者1本だったり、『ふれあい』だけの一発屋だったらこうして多くの方とふれあえなかったはず。だから歌を続けてこられて、幸運な男だなって思います」と2017年のインタビューで述べている。
2021年7月1日に、これまで配信されていなかったオリジナル・アルバム3作、ライブ・アルバム4作の合計7作の音楽配信が同日から新たに開始され、2021年7月時点で発表済の中村のアルバム全34作が全て配信されることになった。

## エピソード
- 文学座での下積みを殆ど経験せず、テレビ俳優として急激に知られるようになったため、文学座のベテラン座員の中には中村が文学座の座員であることを知らない者が多かった。入団して数年後に、幹部である杉村春子に挨拶したところ「あなた文学座だったの?!」と驚かれたというエピソードがある。
- 大学時代から俳優として売れるまで工事現場、出前持ち、家庭教師、清掃、ホットドッグ店店員、デパートの屋上にあるビアガーデンのボーイ、ベルトコンベアに荷物を載せる力仕事、銀座三越での包装、茨城県土浦市では市役所でコピー取り等のアルバイトをしながら家賃1万円のアパートに住み、食事代節約のため友人宅で夕食を御馳走になっていた。その一方で、大学時代の4年間はサークル仲間との付き合いを優先し、毎夜のように酒を酌み交わしていたため、節約した生活費のほとんどが飲み代に消えた。無論貯金もできずにいたという[16]。
- 『ふれあい』よりも前に製作された“幻のデビュー曲”が存在する。1973年に製作された『別れの劇』というタイトルの曲がそれだったが、各レコード会社への売り込みが全て不調に終わったことでボツになった。この曲は、作詞・作曲を手掛けたみなみらんぼう自ら、タイトルを『ウイスキーの小瓶』に変えて歌い、自らのデビュー曲として発売した。その後も中村はよく、この『ウイスキーの小瓶』を　田中健ら人前で「これが僕の幻のデビュー曲です」と言って歌ったことがあった[17]。
- 『われら青春!』の主役は松田優作で内定していたが、萩原健一の降板に伴って松田が『太陽にほえろ!』に出演することになったため主役の座が空き、1期先輩である松田と文学座のマネージャーが、両番組プロデューサーの岡田晋吉に中村を推薦したことにより、急遽出演が決まった[18][19]。
- 支援ソングの発表やチャリティーライブの開催といった活動にとどまらず、同級生たちと地元・女川を復興させようという委員会を立ち上げ、今も月1回のペースで被災地に行き、復興支援活動を行っている[20]。2012年5月1日、日本財団により、伊勢谷友介、EXILE、加藤登紀子、小林幸子、コロッケ、坂本龍一、サンドウィッチマン、杉良太郎、伍代夏子、はるな愛とともに「被災地で活動した芸能人ベストサポート」に選出され表彰されている[21]。
- 2009年1月17日公開予定だった映画『ふうけもん』は2008年12月15日、東映は製作者側の諸事情により公開中止を発表した。製作元・J&K INTERNATIONALの資金難が原因であった。お蔵入り寸前だったが、2009年12月10日から追加撮影され、2010年3月にクランクアップし、全国公開された。
- プロ野球・東北楽天ゴールデンイーグルスのファンクラブ名誉会員である（会員No.14）。
- 女川町出身であるが、女川町の隣にあり、中村の出身高校所在地でもある『宮城県石巻市出身』と雑誌等で記述されることが多い。
- 2016年11月8日に母親が94歳で死去。中村は「母親の死は息子にとって特別」と述べている。
- 2021年で70歳を迎えたが、70代になってからもジムに通って体力づくりをして鍛えている[22]。
- 1975年に発売されたイギリスの二人組スプリンター (Splinter) の楽曲「ロンリー・マン」の日本語バージョンの作詞を担当。その縁でスプリンターが当時所属していたレコード・レーベル、ダークホース・レコード (Dark Horse Records) の社長であったジョージ・ハリソンの自宅を訪れたことがある[23]。

## 出演

### 映画
- ふれあい（1974年、松竹） - 山脇久
- 想い出のかたすみに（1975年、松竹） - 津村隆夫
- 凍河（1976年、松竹） - 竜野努
- 俺たちの時（1976年、松竹） - 矢島鉄男
- 坊っちゃん（1977年、松竹） - 近藤大介（坊っちゃん）
- 男はつらいよ 寅次郎頑張れ!（1977年、松竹） - 島田良介
- 悪魔が来りて笛を吹く（1979年、東映） - 作造
- ニッポン警視庁の恥といわれた二人 刑事珍道中 （1980年、東映） - 斑島祥介
- 次郎長青春篇 つっぱり清水港（1982年、松竹） - 清水次郎長
- 喜劇 家族同盟（1983年、松竹） - 山中晴男
- ねずみ小僧怪盗伝（1984年、松竹） - 次郎吉
- この愛の物語（1987年、松竹） - 立花
- バカヤロー!3 へんな奴ら第三話「会社をナメるな」（1990年、松竹） - 中島典雄
- 夜逃げ屋本舗シリーズ (東宝)
  - 夜逃げ屋本舗（1992年、東宝） - 源氏雅彦
  - 夜逃げ屋本舗2（1993年、東宝） - 源氏雅彦
  - 大夜逃 〜夜逃げ屋本舗3〜（1995年、東宝） - 源氏雅彦
- オサムの朝（あした）（1999年） - 城山修
- 走れ!イチロー（2001年、東映） - 石川市郎
- ビートキッズ（2005年、松竹） - 校長先生
- HINOKIO（2005年、松竹） - 岩本薫
- アメリカンパスタイム 俺たちの星条旗（アメリカ映画。DVD発売済み） - カズ・ノムラ
- 空へ-救いの翼 RESCUE WINGS-（2008年、角川映画） - 飯島艦長 ※特別出演
- 60歳のラブレター（2009年） - 橘孝平
- 恋愛戯曲 〜私と恋におちてください。〜（2010年、 ショウゲート ） - 中村俊正 ※友情出演
- LEONIE（レオニー）（2010年、角川映画） - 仙田東舟 ※友情出演
- 武士の家計簿（2010年、松竹） - 猪山信之
- 夜明けの街で（2011年、角川映画） - 仲西達彦
- 終戦のエンペラー（カナダ2012年・アメリカ&日本2013年）- 近衛文麿
- 謎解きはディナーのあとで（2013年、東宝） - 藤堂卓也
- 武士の献立（2013年、松竹） - 語り
- ふうけもん（2014年、 J&K INTERNATIONAL） - 江頭右京
- 北の桜守（2018年、東映） - 岡部大吉
- 一夜再成名（2018年、香港映画） - 伝説のシンガー 役[24]
- 天間荘の三姉妹（2022年、東映）- 宝来武 ※友情出演[25]
- サンセット・サンライズ（2025年、ワーナー・ブラザース映画） - 関野章男[26]
- TOUCH/タッチ（2025年公開予定、パルコ）[27]
- 五十年目の俺たちの旅（2026年公演予定、ナカチカピクチャーズ） - 主演・津村浩介[28]

### テレビドラマ
- 太陽にほえろ! 第84話「人質」（1974年2月22日、日本テレビ） - 長谷川医師 ※テレビ初出演作
- われら青春!（1974年、日本テレビ） - 沖田俊 ※本格デビュー作
- 虚構の家（1974年、NET）
- 俺たちの勲章（1975年、日本テレビ） - 五十嵐貴久 ※第14話で共演した五十嵐淳子と後に結婚
- 俺たちの旅（1975年、日本テレビ） - 津村浩介
- 結婚前夜シリーズ　さよなら・インバネス（第6回）（1976年、TBS） - 藤木守
- 七丁目の街角で、家出娘と下駄バキ野郎の奇妙な恋が芽生えた（1976年、日本テレビ）
- 大河ドラマ（NHK総合）
  - 花神（1977年） - 高杉晋作
  - おんな太閤記（1981年） - 豊臣秀長
  - 春の波涛（1985年） - 川上音二郎
  - 春日局（1989年） - 徳川秀忠
  - 武蔵 MUSASHI（2003年） - 真田幸村
- 気まぐれ天使 第30話「蒸発のブルース」（1977年、日本テレビ） - 本人役 ※友情出演
- 俺たちの祭（1977年、日本テレビ） - 今城隆之
- 青春ド真中!（1978年、日本テレビ） - 主演・中原俊介
- ゆうひが丘の総理大臣（1978年、日本テレビ） - 主演・大岩雄二郎
- 大空港（1978年7月24日 - 1979年5月7日、フジテレビ） - 鯉沼三郎
- われら行動派!（1979年、フジテレビ） - 岩倉隆
- ザ・スペシャル 青春の昭和史Ⅱ三十秒の狙撃兵（1979年12月20日、テレビ朝日） - 北原俊介
- さすらいの甲子園（1980年、日本テレビ） - 高木道夫
- 俺たちの明日　～坂本竜馬、中岡慎太郎!!幕末に散った壮絶な青春～（1980年、日本テレビ） - 坂本龍馬
- 銀河テレビ小説（NHK総合）
  - 嫁っこはいねが（1980年） - 宗平
  - 港駅（1984年） - 岬扇太郎
  - 四捨五入殺人事件（1987年） - 主演・藤川武臣
- 俺はおまわり君（1981年、日本テレビ） - 岡一二三
- 球形の荒野（1981年、日本テレビ） - 添田彰一
- ひまわりの歌（1981年11月13日 - 1982年、TBS）
- われら動物家族（1981年、TBS） - 藤堂広次
- おまかせください（1982年、フジテレビ） - 大原飛太
- おまかせください、オレの女房どの（1983年、フジテレビ） - 大原飛太
- 連続テレビ小説（NHK総合）
  - おしん（1983年4月4日 - 1984年） - 俊作
  - 半分、青い。（2018年） - 楡野仙吉
- 外科医 城戸修平（1983年、TBS） - 主演・城戸修平
- 必殺渡し人（1983年、テレビ朝日） - 主演・惣太
- 虹へアバンチュール（1983年、テレビ朝日） - 松平菊太郎
- 新春ワイド時代劇（テレビ東京）
  - 若き血に燃ゆる〜福沢諭吉と明治の群像（1984年） - 主演・ 福沢諭吉
  - 徳川風雲録 八代将軍吉宗（2008年） - 主演・ 徳川吉宗
  - 戦国疾風伝 二人の軍師 秀吉に天下を獲らせた男たち（2011年） - 清水宗治
  - 影武者 徳川家康（2014年） - 加藤清正
- 俺たちの旅 十年目の再会（1985年、日本テレビ） - 津村浩介
- 年末時代劇スペシャル
  - 白虎隊（1986年、日本テレビ） - 坂本龍馬
  - 五稜郭（1988年、日本テレビ） - 福澤諭吉
  - 奇兵隊（1989年、日本テレビ） - 桂小五郎
- 誇りの報酬（1985年10月13日 - 1986年9月21日、日本テレビ） - 主演・芹沢春樹
- 制作2部青春ドラマ班（1987年、テレビ朝日） - 主演・大沢佑介
- Wパパにオマケの子?!（1987年、日本テレビ） - 主演・船長
- 京大アメリカンフットボール部誕生秘話 君に涙は似合わない（1988年、テレビ朝日） - 主演・ 澤田久雄
- 恋人も濡れる街角 URBAN LOVE STORY（1988年、日本テレビ） - 沢村徹
- 恋人の歌がきこえる（1989年、日本テレビ）- 主演・松井浩
- 映画三国志・映画に夢を賭ける男たち（1990年、日本テレビ）
- 火曜サスペンス劇場（日本テレビ）
  - 闇を裂く一発（1982年10月26日）
  - たそがれに愛をこめて -心臓外科医と死刑囚-（1990年） - 主演・野上英介
  - 孤独な果実（2000年） - 主演・ 沢木龍之介
  - 松本清張スペシャル・内海の輪（2001年） - 主演・江村宗三
  - 温かな指輪（2004年） - 主演・木羽遼一
- 結婚の理想と現実（1991年、フジテレビ） - 主演・高野康彦
- 昭和16年の敗戦（1991年、フジテレビ） - 主演・久保山亮一
- しあわせの決断（1992年、フジテレビ） - 主演・田上大作
- ほほえみで抱きしめたい（1992年、読売テレビ）※原作・監督も兼任
- 中村雅俊のただいま授業中（1993年、テレビ東京） - コロナ氏
- 愛情物語（1993年、フジテレビ） - 主演・戸川周平
- 陽のあたる場所（1994年、フジテレビ） - 主演・秋田勇次
- ロス警察'94 ウエストコースト殺人事件（1994年、テレビ朝日）
- 料理人・豪太が行く（1995年、関西テレビ） - 池波豪太
- 君を想うより君に逢いたい（1995年、関西テレビ） - 主演・高木浩一郎
- 俺たちの旅 二十年目の選択（1995年、日本テレビ） - 津村浩介
- 料理人・豪太が行く'96（1996年、日本テレビ） - 池波豪太
- ふたりのシーソーゲーム（1996年、TBS） - 主演・大沢航平
- 病院（1996年、NHK総合） - 熊井誠一郎
- 父さんは森に隠れる（1997年、NHK総合） - 沢井治夫
- そして誰かいなくなった（1997年、TBS） - 竜崎四郎
- 太陽がいっぱい（1998年、関西テレビ） - 主演・上村雄一
- 夜逃げ屋本舗（1999年、日本テレビ） - 源氏雅彦
- バカヤロー!2000 ニッポン人の怒りが爆発する!!「前向きが何だ!」（2000年3月27日、日本テレビ） - 主演
- しくじり鏡三郎（1999年、NHK総合）
- 山田太一ドラマスペシャル　小さな駅で降りる（2000年、テレビ東京） - 主演・里見恭司
- エイジ（2000年、NHK総合）- 繁
- 土曜ワイド劇場 (テレビ朝日）
  - 外科医佐伯真の殺人カルテ（2001年） - 主演・佐伯真
- オヤジ探偵シリーズ（2001年 - 2002年、テレビ朝日）-主演・早乙女公彦
  - オヤジ探偵 (2001年)
  - オヤジ探偵2（2002年）
- 歓迎!ダンジキ御一行様（2001年、日本テレビ） - 主演・布施勝 ※長男の俊太と共演
- 量刑（2002年、NHK総合）
- 女と愛とミステリー松本清張没後10年特別企画・たづたづし（2002年、テレビ東京） - 主演・仙川兼作
- 棟居刑事シリーズ (2001年 - 2004年、TBS、月曜ミステリー劇場)  -主演・棟居弘一良
  - 棟居刑事　花の狩人（2001年）
  - 棟居刑事2　高層の死角（2003年）
  - 棟居刑事3　追跡（2004年）
  - 棟居刑事4　復讐（2004年）
- 新・夜逃げ屋本舗（2003年、日本テレビ） - 源氏雅彦
- 俺たちの旅 三十年目の運命（2003年、日本テレビ） - 津村浩介
- 水曜プレミア四分の一の絆（2004年、TBS） - 高岡諒一
- 愛情イッポン!（2004年、日本テレビ） - 夏八木正平
- 美空ひばり誕生物語 おでことおでこがぶつかって』（2005年、TBS） - 加藤増吉
- 屋台弁護士シリーズ（2005年 - 2009年 、フジテレビ、金曜エンタテイメント⇒金曜プレステージ） - 主演・村雨一郎
  - 屋台弁護士 (2005年)
  - 屋台弁護士2〜検察側の証人〜（2007年）
  - 屋台弁護士3〜燃える屋台！村雨父子絶体絶命！〜（2009年)
- 次郎長背負い富士（2006年、NHK総合） - 主演・ 清水次郎長
- まだそんなに老けてはいない（2007年、テレビ朝日） - 塚原浩司
- 真実の手記 BC級戦犯 加藤哲太郎「私は貝になりたい」（2007年、日本テレビ） - 吉川悦男
- 男装の麗人〜川島芳子の生涯〜（2008年、テレビ朝日） - 加賀美正一
- 年末時代劇スペシャル「忠臣蔵 音無しの剣」（2008年、テレビ朝日） - 成田屋
- 戦力外通告（2009年、WOWOW） - 宇津木秀明
- ドラマスペシャルジロチョー 清水の次郎長維新伝（2010年、テレビ東京）
- 特上カバチ!!（2010年、TBS） - 大野勇
- 水戸黄門 第41部第1話・第2話「恋と嵐の江戸の春（前編・後編）・江戸」（2010年、TBS） - 松平源之助
- ルビコンの決断　〜東芝　大逆転の決断〜（2010年、テレビ東京） - 恒川真一
- ドラマスペシャル外科医 須磨久善（2010年、テレビ朝日） - 石井
- ドラマスペシャル明日もまた生きていこう（2010年、TBS） - 柳本晶一
- スペシャルドラマ黄昏流星群 〜C-46星雲〜（2011年、関西テレビ） - 主演・飛島健太
- ショートピース第1弾（2011年、フジテレビ）- 主演・手紙
- 警視庁鑑識課〜南原幹司の鑑定〜シリーズ (2011年 - 2013年、TBS、月曜ゴールデン) - 主演・南原幹司
  - 警視庁鑑識課〜南原幹司の鑑定〜（2011年）
  - 警視庁鑑識課〜南原幹司の鑑定2〜（2011年）
  - 警視庁鑑識課〜南原幹司の鑑定3〜 (2013年)
- スパモク!!・いきものがたり〜クレールと見る明日〜（2011年 - 、TBS） - 山下泰三
- たんぺん！〜大人のコメディ劇場〜（2011年、フジテレビ） - 原田
- 漬けモノ学者・竹之内春彦 京都殺人100選（2012年、TBS、月曜ゴールデン） - 主演・竹之内春彦
- 特別ドキュメンタリードラマ3.11 その日、石巻で何が起きたのか〜6枚の壁新聞（2012年、日本テレビ） - 近江弘一
- スペシャルドラマ家族が家族であるために（2012年、BS-TBS） - 安達修一
- 積木くずし 最終章（2012年、フジテレビ） - 安住信
- 刑事長シリーズ (2013年 - 2014年、テレビ東京、水曜ミステリー9) - 主演・岩切鍛治
  - 刑事長（2013年）
  - 刑事長2（2014年）
- あさきゆめみし 〜八百屋お七異聞（2013年、NHK総合） - 喜兵衛
- 東京スカーレット〜警視庁NS係（2014年、TBSテレビ） - 岩井十三
- 森村誠一サスペンス流氷の夜会（2014年、フジテレビ、金曜プレステージ） - 神保公司
- スペシャルテレビドラマ妻たちの新幹線（2014年、NHK名古屋） - 島秀雄[29]
- 木曜時代劇風の峠〜銀漢の賦〜（2015年、NHK総合） - 日下部源五
- 病院の治しかた〜ドクター有原の挑戦〜（2020年、テレビ東京） - 米田正光
- ウチの娘は、彼氏が出来ない!!（2021年、日本テレビ） - 小田俊一郎
- 正義の天秤（2021年9月25日 - 10月23日、 NHK総合） - 佐伯真樹夫
  - 正義の天秤 season2（2023年5月6日 - 6月3日、NHK総合）[30][31]
- 定年オヤジ改造計画（2022年 、NHK BSプレミアム、BS4K） - 庄司哲雄[32][33]
- ガリレオ 禁断の魔術（2022年9月17日、フジテレビ） - 鵜飼和郎（特別出演）
- おもかげ（2023年3月27日、NHK BS4K） - 竹脇正一[34]
- 終幕のロンド -もう二度と、会えないあなたに-（2025年10月〈予定〉 - 、関西テレビ・フジテレビ） - 磯部豊春[35]

### 舞台
- SESSUE（雪舟）（1988年）
- シティ・オブ・エンジェルス（1992年）
- 銀河の約束（1998年）
- 僕たちの好きだった革命（2007年）
- 僕たちの好きだった革命再演（2009年）
- 地球ゴージャス プロデュース公演「クザリアーナの翼」（2014年）
- かあちゃん（2016年）
- シアタークリエ9月公演『ミッドナイト・イン・バリ〜史上最悪の結婚前夜〜』（2017年）
- ローリング・ソング（2018年8月 - 9月）
- 45thアニバーサリー公演第一部『勝小吉伝～ああ、わが人生最良の今日』（2019年7月6日 - 31日、明治座） - 勝小吉[36]
- 中村雅俊芸能生活 50周年記念公演 第一部『どこへ時が流れても』（2024年6月2日 - 18日、明治座）[37]
- 方南ぐみ企画公演 朗読劇『青空』（2025年2月8日、俳優座劇場）[38]

### Webドラマ
- 踊る大宣伝会議、或いは私は如何にして踊るのを止めてゲームのルールを変えるに至ったか。Season2[注 2]（2015年、ネスレシアター） - 田嶋健三郎[39]
- フクロウと呼ばれた男（2024年4月24日 - 5月8日、Disney+）- 竹内創[40]

### 海外アニメ
- チキン・リトル（2005年、東映） - バック・クラック

### ラジオ
- 中村雅俊マイ・ホームページ（TBSラジオ）
- 落合恵子のちょっと待ってMONDAY（文化放送）
- 白い伝言板（ニッポン放送）
- 中村雅俊のサンデースケッチ（ニッポン放送）
- ヤクルト 中村雅俊のまかせてホリデー（ニッポン放送）[3]
- 中村雅俊の美女対談（ニッポン放送）
- ライオン 𝄞No.17[注 3]・中村雅俊 夢の住む街（1992年4月 - 1994年3月、文化放送）
- オーディオドラマ 海賊とよばれた男（2014年配信） - 国岡鐵造[41]
- オールナイトニッポン MUSIC10 中村雅俊 出逢いに感謝（2016年4月4日 - 2019年4月25日、ニッポン放送）
- 中村雅俊 青春の歌（ラジオ関東）

### バラエティ
- 金曜気分で!（TBS）
- 中村雅俊・芹澤信雄のゴルフ熱中塾（テレビ東京）

### 音楽番組
- NHK紅白歌合戦（NHK総合・ラジオ第1） - 詳細はNHK紅白歌合戦出場歴を参照
- 思い出のメロディー（NHK総合・ラジオ第1）
- 愉快にオンステージ（NHK総合）
- HEY!HEY!HEY! MUSIC CHAMP（フジテレビ）
- 音楽・夢くらぶ（NHK総合）
- SONGS（NHK総合）
- THE M（日本テレビ）
- The★STAR（NHK総合）

### 情報番組
- 中村雅俊のゼッタイ!知りたがり（フジテレビ） - 司会
- キラリ（朝日放送） - 司会
- いま日本は（BS朝日） - メインキャスター
- 中村雅俊が行く 伊達な海道探訪 みやぎの旨いに出逢う旅（2016年7月5日 - 9月27日、TBS） - 案内役
- サンデープレゼント 中村雅俊の懐メロ♪ふれあい散歩（2015年7月12日、テレビ朝日）[42]
- news every.（日本テレビ） - 2020年11月30日放送分から「every特集」にて不定期で放送されている「俺たちの令和物語」にてナレーションを担当。
- 都会を出て暮らそうよ BEYOND TOKYO（2021年3月31日 - 、BSテレ東）
- 京都ぶらり歴史探訪（2021年5月19日 - 、BS朝日）- 旅人
- あなたの知らない京都旅 ～1200年の物語（2023年4月6日 - 、BS朝日）- 旅人
- 地域にエール！まちカケル（2023年4月2日 - 、BSテレ東）

### ドキュメンタリー
- 地球街道（テレビ東京） - ナレーション
- にっぽん紀行（NHK総合） - 案内役 - ナレーション
- 思い出美術館〜My Best Shot〜（TBSテレビ） - ナレーション
- “花は咲く”スペシャル〜一つの歌がつむぐ物語〜（NHK総合）
- 言葉の贈り物（関西テレビ）
- 中村雅俊が巡る被災地の未来〜三陸鉄道とローカル路線バスの旅〜（2014年6月22日、BS朝日）
- 遥かなるサハリン紀行 間宮林蔵が歩いた最後の秘境〜1000キロの真実（2014年、BS-TBS） - 旅人[43]
- 中村雅俊 路線バスで巡る東北ふれあい旅〜震災1400日の記録〜（2014年12月31日、BS朝日） - 旅人[44]
- 木曜スペシャル　中村雅俊が行くマレー鉄道2000kmの旅（2015年6月25日、BS日テレ）
- マンデードキュメント（2015年10月5日 - 2016年3月28日、BS-TBS） - ナビゲーター
- 3.11から5年 中村雅俊が見た被災地の今〜ワスレナイ…そして未来へ〜（2016年3月3日、BS朝日）
- テレメンタリー2016「津波を撮ったカメラマン〜見つめ続けるふるさとの復興〜」（2016年6月5日、テレビ朝日系列） - ナレーション
- サタデードキュメント（2016年4月23日 - 2018年3月31日、BS-TBS） - ナビゲーター
- ファミリーヒストリー　中村雅俊 （2022年1月31日、NHK総合）

### CM
- セイコー「シャリオ」
- 江崎グリコ「ワンタッチカレー」
- 不二家「メロディ」
- 全国労働者共済生活協同組合連合会「こくみん共済」（1978年 - 2008年）
- 月桂冠「シルバー月桂冠」（1978年）
- 味の素
  - アルギンZ（1979年 - 1980年）
  - 味の素ギフト（1989年 - 1996年）
  - やさしお（2008年 - 2009年）
- 松下電器産業「マックロード」（1983年 - 1989年）
- 武田薬品工業
  - ベンザエースD錠（1983年 - 1984年）
  - アリナミンV（1993年 - 1998年）
- 日産自動車「パルサー」（1984年 - 1986年）
- ダイドードリンコ「ブレンドコーヒー」（1987年 - 1989年）
- 大日本除虫菊
  - 金鳥かとりマット（1988年）
  - キンチョール（1988年 - 1991年）
- キリンビール　
  - キリンドラフト（1991年 - 1992年）
  - むぎ焼酎 白水（2008年）
- ライオン「デンターT」（1991年 - 1995年）
- トヨタグループ
  - トヨタ自動車「コロナ」（1992年 - 1996年）
  - 日野自動車「デュトロ」（2011年） - CMソング
- ジオス（1993年 - 1996年）
- ジャパンエナジー（現：ENEOS）（1994年 - 1996年）
- 大正製薬
  - 大正漢方胃腸薬（1995年 - 1999年）
  - リアップ（2000年 - 2006年）
- 大成建設「パルコン」（1997年）
- 公共広告機構（現：ACジャパン）「ワクチン 夢のつづきを聞いてください」（2000年 - 2001年）
- エステー化学「ムシューダ」（2000年 - 2003年）
- 岩下食品「岩下の新しょうが・ピリ辛らっきょう」（2000年 - 2006年）
- 東邦ガス（2004年 - 2007年）
- 四国ガス（2005年 - 2007年）
- ネスレ日本「アフターエイト」（2006年） - 五十嵐と共演
- 日清食品「麺の達人」（2007年）
- フィールズ「CR 清水の次部長 - 命の絆 -」（2009年 - 2010年）
- 日本行政書士会連合会（2010年 - 2011年）
- 東建コーポレーション（2014年 - 2019年）
- アサヒグループ食品「バランス献立」（2018年 - 2019年）[45]
- アシェット・コレクションズ・ジャパン「昭和 俊作テレビドラマ」（2023年）
- 天藤製薬「ボラギノール」（2024年 - ）

### その他
- 裁判員制度－もしもあなたが選ばれたら－（2005年）※裁判員制度広報ビデオで監督も兼任
- CR清水の次郎長ー命の絆ー（2010年）

## NHK紅白歌合戦出場歴
| 年度/放送回               | 回       | 曲目     | 出演順 | 対戦相手 | 備考                                           |
| ------------------------- | -------- | -------- | ------ | -------- | ---------------------------------------------- |
| 1982年（昭和57年）/第33回 | 初       | 心の色   | 17/22  | 岩崎宏美 |                                                |
| 2012年（平成24年）/第63回 | 特別出演 | 花は咲く | -      | -        | 特別企画「歌で 会いたい。」 の一つとして歌唱。 |

注意点
- 出演順は「出演順/出場者数」で表す。

## ディスコグラフィ

### シングル
| #                        | 発売日          | A/B面          | タイトル                       | 作詞              | 作曲               | 編曲                | 規格           | 規格品番       |
| 日本コロムビア           | 日本コロムビア  | 日本コロムビア | 日本コロムビア                 | 日本コロムビア    | 日本コロムビア     | 日本コロムビア      | 日本コロムビア | 日本コロムビア |
| ------------------------ | --------------- | -------------- | ------------------------------ | ----------------- | ------------------ | ------------------- | -------------- | -------------- |
| 1                        | 1974年 7月1日   | A面            | ふれあい                       | 山川啓介          | いずみたく         | 大柿隆              | EP             | P-360          |
| 1                        | 1974年 7月1日   | B面            | 青春貴族                       | 山川啓介          | いずみたく         | 大柿隆              | EP             | P-360          |
| 2                        | 1974年 11月1日  | A面            | 白い寫眞館                     | 伊藤アキラ        | クニ河内           | クニ河内            | EP             | P-390          |
| 2                        | 1974年 11月1日  | B面            | 夜行列車                       | 喜多條忠          | 平戸勉             | 西村誠              | EP             | P-390          |
| 3                        | 1975年 5月1日   | A面            | いつか街で会ったなら           | 喜多條忠          | 吉田拓郎           | チト河内            | EP             | P-400          |
| 3                        | 1975年 5月1日   | B面            | さすらい時代                   | 山川啓介          | 吉田拓郎           | チト河内            | EP             | P-400          |
| 4                        | 1975年 10月10日 | A面            | 俺たちの旅                     | 小椋佳            | 小椋佳             | チト河内            | EP             | P-440          |
| 4                        | 1975年 10月10日 | B面            | ただお前がいい                 | 小椋佳            | 小椋佳             | チト河内            | EP             | P-440          |
| 5                        | 1976年 5月25日  | A面            | 盆帰り                         | 小椋佳            | 小椋佳             | 安田裕美            | EP             | PK-7           |
| 5                        | 1976年 5月25日  | B面            | 風のない日                     | 小椋佳            | 小椋佳             | 安田裕美            | EP             | PK-7           |
| 6                        | 1976年 11月1日  | A面            | 時                             | 塚原将            | 小椋佳             | 林哲司              | EP             | PK-35          |
| 6                        | 1976年 11月1日  | B面            | 慣れてしまったもの想い         | 小椋佳            | 小椋佳             | 林哲司              | EP             | PK-35          |
| 7                        | 1977年 11月1日  | A面            | 俺たちの祭                     | 小椋佳            | 小椋佳             | チト河内            | EP             | PK-80          |
| 7                        | 1977年 11月1日  | B面            | ただこの時だけを               | 小椋佳            | 小椋佳             | チト河内            | EP             | PK-80          |
| 8                        | 1978年 5月10日  | A面            | 青春試考                       | 松本隆            | 吉田拓郎           | 馬飼野康二          | EP             | PK-110         |
| 8                        | 1978年 5月10日  | B面            | 注文の多い恋人よ               | 松本隆            | 吉田拓郎           | 馬飼野康二          | EP             | PK-110         |
| 9                        | 1978年 11月1日  | A面            | 時代遅れの恋人たち             | 山川啓介          | 筒美京平           | 大村雅朗            | EP             | PK-131         |
| 9                        | 1978年 11月1日  | B面            | 海を抱きしめて                 | 山川啓介          | 筒美京平           | 大村雅朗            | EP             | PK-131         |
| 10                       | 1979年 6月1日   | A面            | 日時計                         | 呉田軽穂          | 呉田軽穂           | 松任谷正隆          | EP             | PK-156         |
| 10                       | 1979年 6月1日   | B面            | 優しさの街角                   | 尾崎亜美          | 尾崎亜美           | 松任谷正隆          | EP             | PK-156         |
| 日本コロムビア / BLOW UP |                 |                |                                |                   |                    |                     |                |                |
| 11                       | 1979年 11月1日  | A面            | 激しさは愛                     | 円広志            | 円広志             | 瀬尾一三            | EP             | PK-175         |
| 11                       | 1979年 11月1日  | B面            | 旅人詩人                       | 円広志            | 円広志             | 瀬尾一三            | EP             | PK-175         |
| 12                       | 1980年 5月1日   | A面            | 野生のリサ                     | 山川啓介          | 中村雅俊           | 木森敏之            | EP             | AK-601         |
| 12                       | 1980年 5月1日   | B面            | 酔夢                           | 山川啓介          | 中村雅俊           | 木森敏之            | EP             | AK-601         |
| 13                       | 1980年 9月1日   | A面            | マーマレードの朝               | 桑田佳祐          | 桑田佳祐           | 新田一郎            | EP             | AK-710         |
| 13                       | 1980年 9月1日   | B面            | 人生のフーガ                   | 山川啓介          | 速水清司           | 木森敏之            | EP             | AK-710         |
| 14                       | 1981年 2月10日  | A面            | 表通りは欅通り                 | 東海林良          | 鈴木キサブロー     | 大村雅朗            | EP             | AH-24          |
| 14                       | 1981年 2月10日  | B面            | 気ままなダウンタウン           | 東海林良          | 鈴木キサブロー     | 大村雅朗            | EP             | AH-24          |
| 15                       | 1981年 11月25日 | A面            | 心の色                         | 大津あきら        | 木森敏之           | 川村栄二            | EP             | AH-145         |
| 15                       | 1981年 11月25日 | B面            | さらば涙…風の彼方に            | 大津あきら        | 鈴木キサブロー     | 川村栄二            | EP             | AH-145         |
| 16                       | 1982年 5月21日  | A面            | 君の国                         | 大津あきら        | 木森敏之           | 川村栄二            | EP             | AH-215         |
| 16                       | 1982年 5月21日  | B面            | 天使達の夢                     | 岡本おさみ        | 中村雅俊           | 川村栄二            | EP             | AH-215         |
| 17                       | 1982年 9月1日   | A面            | 恋人も濡れる街角               | 桑田佳祐          | 桑田佳祐           | 桑田佳祐 八木正生   | EP             | AH-256         |
| 17                       | 1982年 9月1日   | B面            | ナカムラ・エレキ・音頭         | 桑田佳祐          | 桑田佳祐           | 桑田佳祐            | EP             | AH-256         |
| 18                       | 1983年 5月21日  | A面            | 燃える囁き                     | 大津あきら        | 木森敏之           | 木森敏之            | EP             | AH-328         |
| 18                       | 1983年 5月21日  | B面            | セイル・アウェイ               | 大津あきら        | 木森敏之           | 木森敏之            | EP             | AH-328         |
| 19                       | 1983年 7月21日  | A面            | 瞬間の愛                       | 三浦徳子          | 平尾昌晃           | 川村栄二            | EP             | AH-359         |
| 19                       | 1983年 7月21日  | B面            | No Secrets                     | 三浦徳子          | 中村雅俊           | 国吉良一 川村栄二   | EP             | AH-359         |
| 20                       | 1983年 12月21日 | A面            | 揺れる瞳                       | 岡本おさみ        | 木森敏之           | 木森敏之            | EP             | AH-396         |
| 20                       | 1983年 12月21日 | B面            | ホワイト・シルエット           | 大津あきら        | 中村雅俊           | 大谷和夫            | EP             | AH-396         |
| 日本コロムビア           |                 |                |                                |                   |                    |                     |                |                |
| 21                       | 1984年 6月21日  | A面            | パズル・ナイト                 | 秋元康            | 林哲司             | 新川博              | EP             | AH-461         |
| 21                       | 1984年 6月21日  | B面            | 憧れのSUMMER HOUSE             | 伊達歩            | NOBODY             | 新川博              | EP             | AH-461         |
| 22                       | 1985年 3月21日  | A面            | 夢一途に                       | 大津あきら        | 和泉常寛           | 佐藤準              | EP             | AH-575         |
| 22                       | 1985年 3月21日  | B面            | ラストショウ                   | 大津あきら        | 木森敏之           | 佐藤準              | EP             | AH-575         |
| 23                       | 1985年 10月21日 | A面            | 日付変更線                     | 阿久悠            | タケカワユキヒデ   | 田辺信一            | EP             | AH-673         |
| 23                       | 1985年 10月21日 | B面            | また逢いたいねはもう逢えないね | 阿久悠            | タケカワユキヒデ   | タケカワユキヒデ    | EP             | AH-673         |
| 24                       | 1986年 5月21日  | A面            | 想い出のクリフサイド・ホテル   | 売野雅勇          | 鈴木キサブロー     | 佐藤準              | EP             | AH-737         |
| 24                       | 1986年 5月21日  | B面            | Jenny (妹たちに)               | 売野雅勇          | 鈴木キサブロー     | 松下誠              | EP             | AH-737         |
| 25                       | 1987年 6月1日   | A面            | 70年代                         | 売野雅勇          | 中崎英也           | 佐藤準              | EP             | AH-837         |
| 25                       | 1987年 6月1日   | B面            | 接吻で殺せよ                   | 売野雅勇          | 水谷公生           | 佐藤準              | EP             | AH-837         |
| 26                       | 1987年 10月21日 | A面            | もう一度抱きたい               | 松本隆            | 中崎英也           | 佐藤準              | EP             | AH-881         |
| 26                       | 1987年 10月21日 | B面            | 想い出と呼ばないで             | 松本隆            | 織田哲郎           | 町支寛二            | EP             | AH-881         |
| 27                       | 1987年 11月21日 | A面            | さよならが言えなくて           | 高見沢俊彦        | 高見沢俊彦         | 佐藤準              | EP             | AH-867         |
| 27                       | 1987年 11月21日 | B面            | 急がば笑え                     | 高見沢俊彦        | 高見沢俊彦         | 佐藤準              | EP             | AH-867         |
| 28                       | 1988年 7月21日  | A面            | 未来が眠る日々                 | 売野雅勇          | 鈴木キサブロー     | 佐藤準              | EP             | AH-961         |
| 28                       | 1988年 7月21日  | B面            | 家路                           | 売野雅勇          | 大塚修司           | 船山基紀            | 8cmCD          | 10CA-8056      |
| 29                       | 1989年 1月21日  | A面            | 消えのこる青春の香り           | 大津あきら        | S.Davis            | A.Pasqua B.Schnee   | EP             | AH-992         |
| 29                       | 1989年 1月21日  | B面            | ふれあい (NEW VERSION)         | 山川啓介          | いずみたく         | 新川博              | 8cmCD          | CA-8097        |
| 30                       | 1989年 4月21日  | 01             | RISKY NIGHT                    | 大津あきら        | S.Kipner S.Lindsey | S.Kipner            | EP             | AH-***         |
| 30                       | 1989年 4月21日  | 02             | 永遠にJUST A PAIN              | 大津あきら        | 都志見隆           | A.Pasqua B.Schnee   | 8cmCD          | CA-8208        |
| 31                       | 1989年 6月21日  | 01             | あなたにあげたい愛がある       | 大津あきら        | NOBODY             | 新川博 大塚修司     | EP             | AH-5050        |
| 31                       | 1989年 6月21日  | 02             | 風よ                           | 西浦達雄 松本一起 | 西浦達雄 大塚修司  | 大塚修司            | 8cmCD          | CA-8280        |
| 32                       | 1989年 7月25日  | 01             | 闇の中のサファイア             | 森雪之丞          | 都志見隆           | 西平彰              | EP             | AH-5055        |
| 32                       | 1989年 7月25日  | 02             | 抱きたい                       | 大津あきら        | 多々納好夫         | 新川博 大塚修司     | 8cmCD          | CA-8286        |
| 33                       | 1989年 11月21日 | 01             | ほほえみで抱きしめたい         | 松井五郎          | 大塚修司           | 佐藤準              | EP             | AH-***         |
| 33                       | 1989年 11月21日 | 02             | 群れを離れた鳥たち             | 山川啓介          | 松田良             | 佐藤準              | 8cmCD          | CA-8355        |
| 日本コロムビア / M-TRAIN |                 |                |                                |                   |                    |                     |                |                |
| 34                       | 1990年 5月21日  | 01             | 願い                           | 大津あきら        | 山崎稔             | 田代修二            | 8cmCD          | CODA-8510      |
| 34                       | 1990年 5月21日  | 02             | 伝言                           | 大津あきら        | 都志見隆           | 佐藤準              | 8cmCD          | CODA-8510      |
| 35                       | 1990年 11月21日 | 01             | 風の住む町                     | 飛鳥涼            | 飛鳥涼             | 瀬尾一三            | 8cmCD          | CODA-8613      |
| 35                       | 1990年 11月21日 | 02             | ONE MORE HEART                 | 売野雅勇          | 織田哲郎           | 佐藤準              | 8cmCD          | CODA-8613      |
| 36                       | 1991年 11月21日 | 01             | ざっくばらん                   | 松井五郎          | 都志見隆           | 佐藤準              | 8cmCD          | CODA-8946      |
| 36                       | 1991年 11月21日 | 02             | 君のことを想うより君に逢いたい | 大津あきら        | 大塚修司           | 大塚修司            | 8cmCD          | CODA-8946      |
| 37                       | 1992年 9月1日   | 01             | 誰よりも…                      | 大津あきら        | 都志見隆           | 瀬尾一三            | 8cmCD          | CODA-51        |
| 37                       | 1992年 9月1日   | 02             | 心にさわってみれば             | 大津あきら        | 多々納好夫         | 瀬尾一三            | 8cmCD          | CODA-51        |
| 38                       | 1993年 4月21日  | 01             | ほんとうに愛ができること       | 松井五郎          | 根本要             | 十川知司            | 8cmCD          | CODA-176       |
| 38                       | 1993年 4月21日  | 02             | サヨナラは僕から言う           | 中村雅俊          | 山崎一稔           | 瀬尾一三            | 8cmCD          | CODA-176       |
| 39                       | 1994年 3月21日  | 01             | 迷いながら                     | 米米CLUB          | 米米CLUB           | 十川知司            | 8cmCD          | CODA-394       |
| 39                       | 1994年 3月21日  | 02             | ガラスのほほえみ               | 米米CLUB          | 米米CLUB           | 佐藤準              | 8cmCD          | CODA-394       |
| 40                       | 1995年 5月10日  | 01             | ありったけの愛を集めて         | 並河祥太          | 赤塩正樹           | 十川知司            | 8cmCD          | CODA-636       |
| 40                       | 1995年 5月10日  | 02             | 眠れぬ夜を越えて               | 中島文明          | 中島文明           | 富田素弘            | 8cmCD          | CODA-636       |
| 41                       | 1996年 9月10日  | 01             | 過ぎた日にそっと花を           | GARDEN            | GARDEN             | GARDEN 富田素弘     | 8cmCD          | CODA-996       |
| 41                       | 1996年 9月10日  | 02             | AGAIN－僕が探していたもの－    | GARDEN            | GARDEN             | GARDEN 富田素弘     | 8cmCD          | CODA-996       |
| 42                       | 1997年 9月10日  | 01             | 愛はここにある                 | 並河祥太          | 中村雅俊           | 富田素弘            | 8cmCD          | CODA-1303      |
| 42                       | 1997年 9月10日  | 02             | たまには誉めてあげようよ       | 並河祥太          | 増本直樹           | 十川知司            | 8cmCD          | CODA-1303      |
| 43                       | 1998年 7月1日   | 01             | 小さな祈り                     | 小田和正          | 小田和正           | 小田和正            | 8cmCD          | CODA-1582      |
| 43                       | 1998年 7月1日   | 02             | 晴れ晴れといこう               | 夏目純            | 都志見隆           | 富田素弘            | 8cmCD          | CODA-1582      |
| 44                       | 1999年 6月1日   | 01             | 哀しい人                       | 山田ひろし        | 都志見隆           | 十川知司            | 8cmCD          | CODA-1735      |
| 44                       | 1999年 6月1日   | 02             | あゝ青春 (Brand new edit)      | 松本隆            | 吉田拓郎           | 富田素弘            | 8cmCD          | CODA-1735      |
| 45                       | 2000年 11月23日 | 01             | 心の地図                       | 都志見隆          | 都志見隆           | 富田素弘            | 8cmCD          | CODA-1923      |
| 45                       | 2000年 11月23日 | 02             | 恋人も濡れる街角               | 桑田佳祐          | 桑田佳祐           | 瀬尾一三            | 8cmCD          | CODA-1923      |
| 日本コロムビア           |                 |                |                                |                   |                    |                     |                |                |
| 46                       | 2001年 8月1日   | 01             | あいつ                         | 工藤哲雄          | 都志見隆           | 都志見隆            | CD             | CODA-1983      |
| 46                       | 2001年 8月1日   | 02             | あきれる程愛して頂戴           | 中島文明          | 中島文明           | 富田素弘            | CD             | CODA-1983      |
| 47                       | 2002年 9月20日  | 01             | 虹の少女                       | 曽我部恵一        | 曽我部恵一         | 曽我部恵一          | CD             | COCA-15443     |
| 47                       | 2002年 9月20日  | 02             | 雨の日の恋人たち               | 曽我部恵一        | 曽我部恵一         | 曽我部恵一          | CD             | COCA-15443     |
| 48                       | 2003年 5月21日  | 01             | 立ち上がれ                     | 後藤貴光          | FOOT STAMP         | FOOT STAMP 富田素弘 | CD             | COCA-15477     |
| 48                       | 2003年 5月21日  | 02             | 終わらない寂しさを             | GARDEN            | GARDEN             | 富田素弘            | CD             | COCA-15477     |
| 49                       | 2005年 2月23日  | 01             | 空蝉                           | 一青窈            | マシコタツロウ     | 河野伸              | CD             | COCA-15734     |
| 49                       | 2005年 2月23日  | 02             | 滑走                           | 工藤哲雄          | 都志見隆           | 都志見隆            | CD             | COCA-15734     |
| 50                       | 2007年 2月21日  | 01             | コスモス                       | 松本素生          | 松本素生           | 富田素弘            | CD             | COCA-15957     |
| 50                       | 2007年 2月21日  | 02             | 旅のしおり                     | 松本素生          | 松本素生           | 富田素弘            | CD             | COCA-15957     |
| 51                       | 2008年 6月25日  | 01             | 涙                             | 都志見隆          | 都志見隆           | 河野伸              | CD             | COCA-16150     |
| 51                       | 2008年 6月25日  | 02             | すみれ色の空に                 | マシコタツロウ    | マシコタツロウ     | 河野伸              | CD             | COCA-16150     |
| 52                       | 2015年 9月23日  | 01             | はじめての空                   | 松井五郎          | 都志見隆           | 河野伸              | CD             | COCA-17053     |
| 52                       | 2015年 9月23日  | 02             | 恵み                           | 夏目純            | 都志見隆           | 河野伸              | CD             | COCA-17053     |
| 53                       | 2016年 9月14日  | 01             | ならば風と行け                 | 松井五郎          | 都志見隆           | 大森俊之            | CD             | COCA-17208     |
| 53                       | 2016年 9月14日  | 02             | 夜空に                         | 売野雅勇          | 鈴木キサブロー     | 大森俊之            | CD             | COCA-17208     |
| 54                       | 2017年 9月13日  | 01             | どこへ時が流れても             | 松井五郎          | 都志見隆           | 都志見隆            | CD             | COCA-17321     |
| 54                       | 2017年 9月13日  | 02             | まだ僕にできることがあるだろう | 福原充則 松井五郎 | 都志見隆           | 都志見隆            | CD             | COCA-17321     |
| 55                       | 2018年 11月21日 | 01             | だろう!!                       | 松井五郎          | 都志見隆           | 大塚修司            | CD             | COCA-17531     |
| 55                       | 2018年 11月21日 | 02             | 千年樹                         | 松井五郎          | 都志見隆           | 大塚修司            | CD             | COCA-17531     |

### アルバム

#### オリジナル・アルバム
| ＃                       | 発売日         | タイトル                                           | 規格           | 規格品番       |
| 日本コロムビア           | 日本コロムビア | 日本コロムビア                                     | 日本コロムビア | 日本コロムビア |
| ------------------------ | -------------- | -------------------------------------------------- | -------------- | -------------- |
| 1st                      | 1974年10月25日 | ふれあい                                           | LP             | DX-7041        |
| 2nd                      | 1976年3月10日  | さよならの吸殻                                     | LP             | PP-7001        |
| 3rd                      | 1977年11月25日 | 辛子色のアルバム                                   | LP             | PX-7045        |
| 4th                      | 1978年5月25日  | 青春放浪記                                         | LP             | PX-7055        |
| 5th                      | 1979年5月25日  | Shy Guy Masatoshi                                  | LP             | PX-7078        |
| 6th                      | 1980年5月25日  | 酔夢                                               | LP             | AX-7240        |
| 7th                      | 1982年6月1日   | Restoration                                        | LP             | AF-7121        |
| 8th                      | 1983年3月21日  | BORN NEW                                           | LP             | AF-7191        |
| 9th                      | 1983年6月21日  | モーニング・シャワー                               | LP             | AX-7378        |
| 10th                     | 1983年12月21日 | ハートブレイカーを装って                           | LP             | AF-7249        |
| 11th                     | 1984年7月21日  | MONDAY MORNING BLUES                               | LP             | AF-7297        |
| 11th                     | 1984年7月21日  | MONDAY MORNING BLUES                               | CD             | 35C31-7190     |
| 12th                     | 1985年9月1日   | Ou Vas-tu?                                         | LP             | AF-7354        |
| 12th                     | 1985年9月1日   | Ou Vas-tu?                                         | CD             | C31-7520       |
| 13th                     | 1986年6月21日  | MONO                                               | LP             | AF-7354        |
| 13th                     | 1986年6月21日  | MONO                                               | CD             | C31-7520       |
| 14th                     | 1987年6月21日  | I LOVE YOU, ALL                                    | LP             | AF-7457        |
| 14th                     | 1987年6月21日  | I LOVE YOU, ALL                                    | CD             | 33CA-1674      |
| 15th                     | 1988年7月21日  | Ordinary Life                                      | LP             | AF-7493        |
| 15th                     | 1988年7月21日  | Ordinary Life                                      | CD             | 32CA-2525      |
| 16th                     | 1988年12月10日 | ACROSS THE UNIVERSE                                | LP             | AF-7508        |
| 16th                     | 1988年12月10日 | ACROSS THE UNIVERSE                                | CD             | 32CA-2987      |
| 日本コロムビア / M-TRAIN |                |                                                    |                |                |
| 17th                     | 1990年1月21日  | 100年の勇気                                        | CD             | CA-4548        |
| 18th                     | 1991年3月10日  | 時の肖像                                           | CD             | COCA-7277      |
| 19th                     | 1993年3月21日  | Lovesongを贈りたい                                 | CD             | COCA-10700     |
| 20th                     | 1994年4月1日   | HEART OF ENERGY                                    | CD             | COCA-11588     |
| 21st                     | 1996年11月9日  | WITHOUT YOU                                        | CD             | COCA-13849     |
| 22nd                     | 1999年8月25日  | あゝ青春                                           | CD             | COCP-30540     |
| 23rd                     | 2000年11月23日 | STEPPING STONES                                    | CD             | COCP-31200     |
| 24th                     | 2014年7月1日   | ワスレナイ 〜MASATOSHI NAKAMURA 40th Anniversary〜 | CD（初回盤）   | COCP-38606/7   |
| 24th                     | 2014年7月1日   | ワスレナイ 〜MASATOSHI NAKAMURA 40th Anniversary〜 | CD（通常盤）   | COCP-38608     |

#### ミニ・アルバム
| ＃             | 発売日         | タイトル        | 規格           | 規格品番       |
| 日本コロムビア | 日本コロムビア | 日本コロムビア  | 日本コロムビア | 日本コロムビア |
| -------------- | -------------- | --------------- | -------------- | -------------- |
| 1st            | 1987年12月10日 | Sincerely Yours | LP             | AB-7161        |
| 1st            | 1987年12月10日 | Sincerely Yours | CT             | CBY-1220       |
| 1st            | 1987年12月10日 | Sincerely Yours | CD             | 28CA-2070      |

#### ライブ・アルバム
| ＃                       | 発売日         | タイトル                                | 規格           | 規格品番       |
| 日本コロムビア           | 日本コロムビア | 日本コロムビア                          | 日本コロムビア | 日本コロムビア |
| ------------------------ | -------------- | --------------------------------------- | -------------- | -------------- |
| 1st                      | 1979年11月25日 | Touch my mind on masatoshi shy guy tour | LP             | PX-7094        |
| 2nd                      | 1984年3月1日   | 雅俊《接触》ライブ!                     | CT             | CAR-1273       |
| 3rd                      | 1984年12月21日 | MASATOSHI NAKAMURA IN BUDOUKAN          | LP             | AZ-7242/3      |
| 日本コロムビア / M-TRAIN |                |                                         |                |                |
| 4th                      | 1994年12月21日 | 中村雅俊at武道館 〜これからが長い道〜   | CD             | COCA-12273/4   |

#### ベスト・アルバム
| ＃                                                 | 発売日         | タイトル                                                                  | 規格                  | 規格品番       |
| 日本コロムビア                                     | 日本コロムビア | 日本コロムビア                                                            | 日本コロムビア        | 日本コロムビア |
| -------------------------------------------------- | -------------- | ------------------------------------------------------------------------- | --------------------- | -------------- |
| 1st                                                | 1976年7月25日  | 想い出のかけら                                                            | LP                    | PP-7010        |
| 2nd                                                | 1980年12月1日  | 君と描いた絵                                                              | LP                    | AF-7022        |
| 3rd                                                | 1981年12月5日  | メモリアル                                                                | LP                    | AX-7347        |
| 4th                                                | 1986年12月10日 | SONGS                                                                     | CD                    | 35CA-1346      |
| 日本コロムビア / M-TRAIN                           |                |                                                                           |                       |                |
| 5th                                                | 1991年3月21日  | SONGS II                                                                  | CD                    | COCA-9507      |
| 6th                                                | 1995年9月21日  | SONGS III                                                                 | CD                    | COCA-12868     |
| 7th                                                | 1998年7月1日   | SONGS LIMITED EDITION                                                     | CD                    | COCA-15256     |
| コロムビアミュージックエンタテインメント / M-TRAIN |                |                                                                           |                       |                |
| 8th                                                | 2002年10月10日 | SONGS ON TV                                                               | CD                    | COCP-31949/50  |
| 9th                                                | 2005年8月24日  | The Songs                                                                 | CD+DVD （初回限定盤） | COCP-33293     |
| 9th                                                | 2005年8月24日  | The Songs                                                                 | CD（通常盤）          | COCP-33420     |
| 日本コロムビア / M-TRAIN                           |                |                                                                           |                       |                |
| 10th                                               | 2019年7月1日   | Masatoshi Nakamura 45th Anniversary Single Collection 〜yes! on the way〜 | CD+DVD （初回限定盤） | COZP-1555/9    |
| 10th                                               | 2019年7月1日   | Masatoshi Nakamura 45th Anniversary Single Collection 〜yes! on the way〜 | CD（通常盤）          | COCP-40896/9   |

#### CD-BOX
|                                                    | 発売日                   | タイトル                                                          | 規格                     | 規格品番                 |
| 日本コロムビア / M-TRAIN                           | 日本コロムビア / M-TRAIN | 日本コロムビア / M-TRAIN                                          | 日本コロムビア / M-TRAIN | 日本コロムビア / M-TRAIN |
| -------------------------------------------------- | ------------------------ | ----------------------------------------------------------------- | ------------------------ | ------------------------ |
| 1st                                                | 1993年6月10日            | MASATOSHI NAKAMURA 20th ANNIVERSARY - SINGLE BOX                  | CD                       | COCA-10701/4             |
| コロムビアミュージックエンタテインメント / M-TRAIN |                          |                                                                   |                          |                          |
| 2nd                                                | 2003年9月17日            | 〜30th Anniversary〜 The Songs MASATOSHI NAKAMURA Perfect Edition | CD                       | XT-3000                  |

### 参加作品
| 発売日        | 商品名   | 歌                   | 楽曲         | 備考 |
| ------------- | -------- | -------------------- | ------------ | ---- |
| 2012年5月23日 | 花は咲く | 花は咲くプロジェクト | 「花は咲く」 |      |

### タイアップ曲
| 年     | 楽曲                           | タイアップ                                                                             |
| ------ | ------------------------------ | -------------------------------------------------------------------------------------- |
| 1974年 | ふれあい                       | 日本テレビ系ドラマ「われら青春!」挿入歌                                                |
| 1974年 | 青春貴族                       | 日本テレビ系ドラマ「われら青春!」挿入歌                                                |
| 1974年 | 白い寫眞館                     | 日本テレビ系ドラマ「つくし誰の子 (第4シリーズ)」主題歌                                 |
| 1975年 | いつか街で会ったなら           | 日本テレビ系ドラマ「俺たちの勲章」挿入歌                                               |
| 1975年 | 俺たちの旅                     | 日本テレビ系ドラマ「俺たちの旅」OPテーマ                                               |
| 1975年 | ただお前がいい                 | 日本テレビ系ドラマ「俺たちの旅」EDテーマ                                               |
| 1977年 | 俺たちの祭                     | 日本テレビ系ドラマ「俺たちの祭」主題歌                                                 |
| 1977年 | ただこの時だけを               | 日本テレビ系ドラマ「俺たちの祭」挿入歌                                                 |
| 1978年 | 青春試考                       | 日本テレビ系ドラマ「青春ド真中!」主題歌                                                |
| 1978年 | 時代遅れの恋人たち             | 日本テレビ系ドラマ「ゆうひが丘の総理大臣」OPテーマ                                     |
| 1978年 | 海を抱きしめて                 | 日本テレビ系ドラマ「ゆうひが丘の総理大臣」EDテーマ                                     |
| 1979年 | 日時計                         | 日本テレビ系ドラマ「ゆうひが丘の総理大臣」挿入歌                                       |
| 1979年 | 優しさの街角                   | 日本テレビ系ドラマ「ゆうひが丘の総理大臣」挿入歌                                       |
| 1979年 | 激しさは愛                     | フジテレビ系ドラマ「われら行動派!」主題歌                                              |
| 1979年 | 旅人詩人                       | フジテレビ系ドラマ「われら行動派!」挿入歌                                              |
| 1980年 | マーマレードの朝               | 映画「刑事珍道中」主題歌                                                               |
| 1981年 | 表通りは欅通り                 | 日本テレビ系ドラマ「俺はおまわり君」主題歌                                             |
| 1981年 | 気ままなダウンタウン           | 日本テレビ系ドラマ「俺はおまわり君」挿入歌                                             |
| 1981年 | 心の色                         | TBS系ドラマ「われら動物家族」主題歌                                                    |
| 1982年 | 君の国                         | 日本テレビ系ドラマ「女かじき特急便」主題歌                                             |
| 1982年 | 恋人も濡れる街角               | 映画「蒲田行進曲」主題歌 フジテレビ系ドラマ「おまかせください」挿入歌                  |
| 1982年 | ナカムラ・エレキ・音頭         | フジテレビ系ドラマ「おまかせください」主題歌                                           |
| 1983年 | 燃える囁き                     | TBS系ドラマ「外科医 城戸修平」主題歌 全労済・CMソング                                  |
| 1983年 | セイル・アウェイ               | TBS系ドラマ「外科医 城戸修平」挿入歌                                                   |
| 1983年 | 瞬間の愛                       | テレビ朝日系ドラマ「必殺渡し人」主題歌                                                 |
| 1983年 | 揺れる瞳                       | 日産「パルサー」CMソング                                                               |
| 1984年 | パズル・ナイト                 | 日産「パルサー」CMソング                                                               |
| 1985年 | 夢一途に                       | 日本テレビ系アニメ「三国志」主題歌 日産「パルサー」CMソング                            |
| 1985年 | 日付変更線                     | 日本テレビ系ドラマ「誇りの報酬」主題歌 日産「パルサー」CMソング                        |
| 1986年 | 想い出のクリフサイド・ホテル   | 日本テレビ系ドラマ「誇りの報酬」主題歌                                                 |
| 1986年 | Jenny (妹たちに)               | 日本テレビ系ドラマ「誇りの報酬」挿入歌                                                 |
| 1987年 | もう一度抱きたい               | テレビ朝日系ドラマ「制作2部青春ドラマ班」主題歌                                        |
| 1987年 | さよならが言えなくて           | ダイドーブレンドコーヒー・イメージソング                                               |
| 1989年 | あなたにあげたい愛がある       | 味の素「'89サマーギフト」イメージソング                                                |
| 1989年 | 風よ                           | ABCテレビ「熱闘甲子園」挿入歌                                                          |
| 1989年 | 闇の中のサファイア             | TBS系ドラマ「こちら芝浦探偵社」主題歌                                                  |
| 1989年 | ほほえみで抱きしめたい         | 味の素「'89ウインターギフト」イメージソング                                            |
| 1989年 | 群れを離れた鳥たち             | 日本テレビ系ドラマ「恋人の歌がきこえる」挿入歌                                         |
| 1990年 | 願い                           | 日本テレビ系ドラマ「外科医有森冴子」主題歌                                             |
| 1990年 | 伝言                           | ポーラ化粧品「デイ・アン・デイ」CMソング                                               |
| 1990年 | 風の住む町                     | テレビ朝日系ドラマ「さすらい刑事旅情編III」主題歌                                      |
| 1990年 | ONE MORE HEART                 | 味の素「'90ウインターギフト」イメージソング ニッポン放送「中村雅俊の美女対談」EDテーマ |
| 1991年 | ざっくばらん                   | テレビ朝日系ドラマ「さすらい刑事旅情編IV」主題歌                                       |
| 1991年 | 君のことを想うより君に逢いたい | 全労済・CMソング                                                                       |
| 1992年 | 誰よりも…                      | ミュージカル「City of Angels」テーマソング 英会話ジオス・CMソング                      |
| 1992年 | 心にさわってみれば             | 味の素「'92ギフト」イメージソング                                                      |
| 1993年 | ほんとうに愛ができること       | 日本テレビ系「ザ・ワイド」EDテーマ                                                     |
| 1995年 | ありったけの愛を集めて         | フジテレビ系ドラマ「君を想うより君に逢いたい」主題歌                                   |
| 1997年 | 愛はここにある                 | NHKドラマ「父さんは森に隠れる」主題歌                                                  |
| 1997年 | たまには誉めてあげようよ       | フジテレビ系「中村雅俊のゼッタイ!知りたがり」EDテーマ                                  |
| 1998年 | 小さな祈り                     | ミュージカル「銀河の約束」テーマソング                                                 |
| 1998年 | 晴れ晴れといこう               | テレビ朝日系「キラリ」EDテーマ                                                         |
| 1999年 | 哀しい人                       | 日本テレビ系「火曜サスペンス劇場」主題歌                                               |
| 1999年 | あゝ青春 (Brand new edit)      | NHKドラマ「しくじり鏡三郎」主題歌                                                      |
| 2000年 | 心の地図                       | 公共広告機構「子どもワクチン」イメージソング                                           |
| 2001年 | あいつ                         | テレビ朝日系「オヤジ探偵」主題歌                                                       |
| 2002年 | 虹の少女                       | テレビ朝日系「オヤジ探偵2」主題歌                                                      |
| 2003年 | 立ち上がれ                     | 日本テレビ系「新・夜逃げ屋本舗」主題歌                                                 |
| 2005年 | 空蝉                           | 日本テレビ系「火曜サスペンス劇場」主題歌                                               |
| 2007年 | コスモス                       | 全労済「NEXT50」CMソング                                                               |
| 2007年 | 旅のしおり                     | テレビ東京系「地球街道」EDテーマ                                                       |
| 2008年 | 涙                             | NHKドラマ「オトコマエ!」主題歌                                                         |
| 2008年 | すみれ色の空に                 | テレビ東京系「地球街道」EDテーマ                                                       |
| 2015年 | はじめての空                   | 東建コーポレーション・CMソング                                                         |
| 2016年 | ならば風と行け                 | 東建コーポレーション・CMソング                                                         |
| 2017年 | どこへ時が流れても             | 東建コーポレーション・CMソング                                                         |
| 2017年 | まだ僕にできることがあるだろう | 東建コーポレーション・CMソング                                                         |
| 2018年 | だろう!!                       | 東建コーポレーション・CMソング                                                         |
| 2018年 | 千年樹                         | 刀剣ワールド・イメージソング                                                           |

## ミュージック・ビデオ
| 楽曲                   |
| ---------------------- |
| 「君がいてくれたから」 |
| 「はじめての空」       |
| 「ならば風と行け」     |

## 著書
- 『中村雅俊 : 青春の世界』ドレミ楽譜出版社、1974年。
- 『青春の詩』ルック社、1975年。
- 『一枚の片道切符』八曜社、1977年。
- 『中村雅俊写真集』撮影：田村仁、シンコーミュージック、1984年。ISBN 978-4401620661。
- 『星になるまで愛したい』光文社、1994年。ISBN 4334005470。

## その他
- 東松島市立鳴瀬桜華小学校校歌「花になろう」（作曲担当。作詞は松井五郎）[46]